# آنورث
آنورث (انگلیسی: Anworth) شرکت املاک آمریکایی است، که در سال ۱۹۹۷ تأسیس شد.